# František Veselý
František Veselý (Praga, 7 de dezembro de 1943 – 30 de outubro de 2009) foi um ex-futebolista profissional tcheco que atuava como atacante.

## Carreira
František Veselý fez parte do elenco da Seleção Checoslovaca de Futebol, na Copa de 70 e nas Euros de 1976

## Títulos
- Eurocopa: 1976